# Alberta Hunter
Alberta Hunter (Memphis, Tennessee, 1895. április 1. – New York, 1984. október 17.) amerikai dzsesszénekesnő.

## Pályakép
Apja a a gyerek születése után elhagyta a családot. Anyja, aki egy a bordélyházban volt alkalmazott, 1906-ban újra házasodott. Alberta nem jött ki az új családdal és tizenegy éves korában Chicagóba szökött. Egy panzióban dolgozott heti 6 dollárért és a szállásért. Idősebbnek öltözött, hogy beengedjék egy klubba, ahol jelentkezett énekesnek. Felvették.  Rövidesen sikeres blues énekessé vált. Az 1920-30-as években aratta legnagyobb közönség- és kritikai sikereit.
A második világháború alatt megszüntette fellépéseit, csak az 1970-es években lépett fel újra – ismét nagy sikerrel.
Vállaltan leszbikus volt. Életrajza könyv és musical tárgya lett.
A Memphis Music Hall of Fame tagjainak egyike.

## Diszkográfia
- 1961: Chicago: The Living Legends (Riverside)
- 1961: Songs We Taught Your Mother (Bluesville/Original Blues Classics)
- 1962: Alberta Hunter with Lovie Austin and Her Blues Serenaders (Riverside)
- 1977: Remember My Name (Columbia)
- 1978: Amtrak Blues (Columbia)
- 1981: The Glory of Alberta Hunter (Columbia)
- 1982: Look for the Silver Lining (Columbia)
- 2001: Downhearted Blues: Live at the Cookery (Varese)

## DVD
- 1991: Alberta Hunter – Jazz at the Smithsonian live Video
- 1992: Alberta Hunter – My Castle’s Rockin’  DVD
- 2005: Alberta Hunter – Jazz Master’s Series DVD